# Asia del Norte
Asia del Norte es una de las seis regiones que, según la clasificación de la ONU, forman el continente asiático.  Está formada por la parte asiática de Rusia y su mayor ciudad es Novosibirsk.  
Está ubicada, como su nombre indica, al norte del continente asiático, limitando al norte con el océano Ártico; al este con el océano Pacífico, incluyendo los límites de aguas territoriales con Japón, y con el estrecho de Bering —que la separa de América del Norte, concretamente de Alaska, al sur con Asia Central y Asia Oriental; y al oeste con los montes Urales y el río Ural —que la separan de la parte europea de Rusia. Con 38 millones de hab. para el 2013, es la región menos poblada de las seis, con 13 138 242 km², la más extensa, y, por consiguiente, la menos densamente poblada con 2,9 hab/km².

## Demografía
Se estima que hay alrededor de 38 millones de rusos al este de los montes Urales y del río Ural (fronteras naturales entre Europa y Asia). Los siberianos autóctonos son la minoría en Siberia/Asia del Norte debido al proceso de "rusificación" de los últimos tres siglos. Registros de los censos rusos muestran que estos corresponden solo al 10% de la población de la región, con un número de buriatos de 445 175, los cuales son el mayor grupo étnico minoritario en Siberia. De acuerdo a los censos de 2002 hay alrededor de 443 852 yakutos (pueblo túrquico) y 500 000 tártaros, de los cuales 300 000 son volgas que se asentaron durante los periodos de colonización. Otro grupo étnico que vive en la región y que representa una significante porción es la etnia alemana cuyo número es aproximadamente de 400 000.
En 1875, William Chambers y Robert Chambers reportaron que la población del Norte de Asia era de ocho millones. Entre 1801 y 1914 se estima que siete millones de pobladores se trasladaron de la Rusia europea hacia Siberia, es decir, un 85% emigró alrededor de veinticinco años antes de la Primera Guerra Mundial.

## Geografía

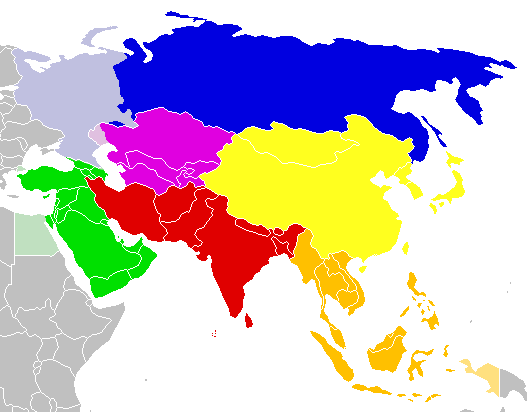
Regiones de Asia descritas por la ONU:
Asia del Norte
Asia Central
Suroeste de Asia
Asia del Sur
Este de Asia
Sureste de Asia

No hay cadenas montañosas en el noroeste de Asia para detener las corrientes de aire que fluyen desde el Ártico hacia el sur a través de los llanos de Siberia y Turquestán.
Las mesetas y las llanuras de Asia del Norte abarcan las tierras bajas al oeste de Siberia; el escudo de Angara, con la península de Taimyr, las tierras bajas costeras, la meseta de Putorana, la meseta de Anabar, la meseta de Tunguska, la meseta de Angara y la cuenca del Lena-Vilyuy.

### Geomorfología
La geomorfología de Asia en general es conocida de manera imperfecta, a excepción de los yacimientos y las cordilleras. 
Para compensar el nuevo relieve oceánico, creado en la cuenca siberiana, toda la placa euroasiática ha girado alrededor de un punto en las Islas de Nueva Siberia, lo que causa compresión en las montañas Verkhoyansk, las cuales se formaron por levantamiento tectónico en la era Mesozoica a lo largo del margen oriental del escudo de Angara. Hay un límite sur de esta placa a través del margen norte de los pliegues alpinos de Irán, Afganistán, India, Nepal y Bután, que en el este de Brahmaputra se vuelve en dirección sur hacia la Bahía de Bengala a lo largo de las colinas Naga y Arakan Yoma, continuando alrededor de Indonesia, y siguiendo el borde de la plataforma continental a lo largo de la costa este de China. La placa euroasiática y la placa norteamericana entran en contacto a través del cuello de Alaska, siguiendo la línea de la fosa de las Aleutianas, es decir, se encuentran en el estrecho de Bering.
Asia del Norte está edificada alrededor del escudo de Angara, el cual se encuentra entre el río Yeniséi y río Lena. Se desarrolló a partir de fragmentos de Laurasia, cuyas piedras fueron principalmente precámbricas cristalinas, gneises, esquisto, y gondwana. Estas rocas se pueden encontrar en el escudo de Angara, en el escudo de Mongolia Interior-Corea, en el escudo de Ordos y en el escudo del Sudeste Asiático. Los fragmentos han sido sujeto de orogenesis alrededor de sus márgenes, creando un complejo de mesetas y sierras. Se pueden encontrar afloramientos de estas rocas en desarrollo en los sectores de los escudos. Su presencia ha sido confirmada por debajo de los sedimentos mesozoicos y posteriores.

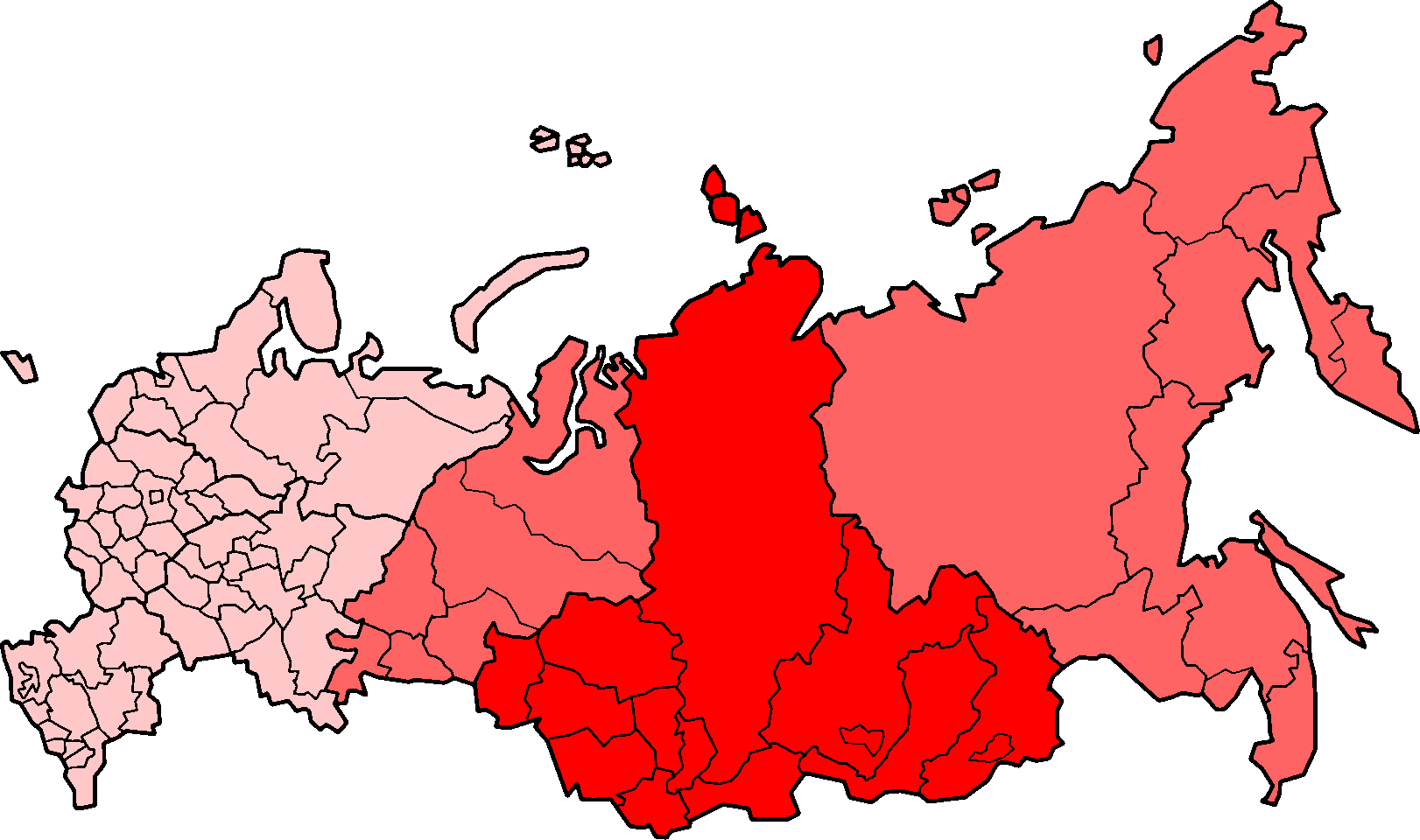
Siberia

Hay tres períodos principales en la formación de las montañas en el norte de Asia, a pesar de que ha ocurrido muchas veces. Los pliegues externos de las montañas que están en los márgenes de los escudos y que sólo afectaron Asia al norte de la línea del Himalaya, se atribuyen a la orogenia caledoniana y a la orogenia hercínica de finales de la era paleozoica. La orogenia alpina causó extensos pliegues y fallas de sedimentos de la era mesozoica y principios de la era terciaria provenientes del movimiento geosinclinal. La meseta tibetana y la meseta mongola, y las cuencas estructurales de Tarim, Qaidam y Junggar, están delimitadas de este a oeste por fallas litosféricas mayores que eran probablemente resultado de tensiones causadas por el impacto de la placa índica contra Laurasia. La erosión de las montañas causada por esta orogenia ha creado una gran cantidad de sedimentos, que han sido arrastrados hacia el sur produciendo las llanuras aluviales de la India, China y Camboya, y otra parte, ha sido depositada en grandes cantidades en las cuencas de Tarim y Zungaria.
Asia del Norte sufrió la glaciación en el pleistoceno, pero esto no jugó un papel importante en la geología de la zona si lo comparamos con su relevancia en América del Norte y Europa. La capa de hielo escandinava extendida al este de los Urales, cubre las dos terceras partes del norte de la cuenca del Ob y se extiende sobre el escudo de Angara entre el río Yeneséi y el río Lena. Hay legados de la glaciación en las montañas de Siberia oriental, la península Kamchatka, las montañas Altái, el Tien Shan, y otras pequeñas zonas montañosas; las capas de hielo permanecen en las islas de Severnaya Zemlya y Novaya Zemlya y, varias montañas de Asia central aún tienen glaciares individuales. Siberia tiene en sí permafrosts, que van desde profundidades de 30 a 600 metros con una superficie de 9,6 millones de km².
Varias regiones montallosas son volcánicas, teniendo las montañas Koryat y la península de Kamchatka volcanes activos. La meseta de Anádyr está formada de rocas ígneo y la meseta mongola tiene un área de lava basáltica y conos volcánicos.
El escudo de Angara también esconde las tierras bajas del río Ob, pero, al sur y al este de las montañas de Asia Central y, en las montañas de Siberia oriental, hay pliegues y fallas montañosas de las rocas del paleozoico inferior.